# Let United Airlines 811
Let United Airlines 811 (Let UA811) byl pravidelný let společnosti United Airlines spojující Honolulu (PHNL) a Auckland (NZAA). Dne 24. února 1989 u dopravního letadla Boeing 747-122 došlo kvůli poruše nákladních dveří k náhlé dekompresi. Poškozený letoun dokázal nouzově přistát. Při incidentu zemřelo devět z 355 osob na palubě.

## Historie
Účastníkem nehody byl dopravní letoun Boeing 747-122 (sériové číslo 19875, registrace N4713U). Svůj první let absolvoval 20. října 1970. Před nehodou absolvoval 15 027 letů v délce 58 814 hodin.
Dne 24. února 1989 ve 1:42:49 (časové pásmo UTC−10:00) letoun dostal povolení ke startu z letiště Honolulu International Airport v Honolu na Havajských ostrovech. Mířil na letiště Auckland Airport u Aucklandu na Novém Zélandu. Na palubě bylo celkem 355 osob, z toho 337 pasažérů a osmnáct členů posádky. Letounu velel kapitán David M. Cronin. V kokpitu byli ještě Gregory Slader a Randal Thomas.
Šestnáct minut po startu Boeing stoupal do letové hladiny. Ve 2:09:09 ve výšce 6705 metrů a rychlosti 556 km/h selhaly dveře nákladového prostoru na pravé straně trupu, což vedlo k náhlé dekompresi. Dveře se utrhly a dekomprese vytvořila rozsáhlou díru na boku letounu. Přitom se utrhlo i deset sedadel, na nichž sedělo devět cestujících. Všichni zemřeli. Desátou obětí mohla být letuška, kterou ale ostatní dokázali udržet na palubě. Trosky poškodily oba motory na pravém křídle, takže musely být vypnuty. Posádka vyhlásila stav nouze a vrátila se zpět do Honolulu k nouzovému přistání. Kvůli poškození křídla letoun nemohl vysunout vztlakové klapky a dosedl ve vysoké rychlosti 370 km/h. Po zastavení se jej podařilo během 45 vteřin evakuovat. Při nehodě zemřelo devět cestujících. Další osoby byly zraněny, mezi nimi všechny letušky.
V rámci vyšetřování byly utržené nákladové dveře vyzvednuty výzkumnou ponorkou amerického námořnictva Sea Cliff (DSV-4) z hloubky 4 298 metrů. část trosek z moře vyzvedl i kutr americké pobřežní stráže Sassafras (WLB-401). Za příčinu nehody byla označena konstrukční chyba nákladových dveří ve spojení se zkratem.
Poškozený letoun byl opraven a vrátil se do služby s novou registrací N4724U. Oprava stála čtrnáct milionů dolarů. Roku 1997 byl letoun prodán malijským aerolinkám Air Dabia. V té souvislosti dostal novou registraci C5-FBS. Aerolinky existovaly v letech 1996–1998. Po vyřazení byl sešrotován.

## Galerie

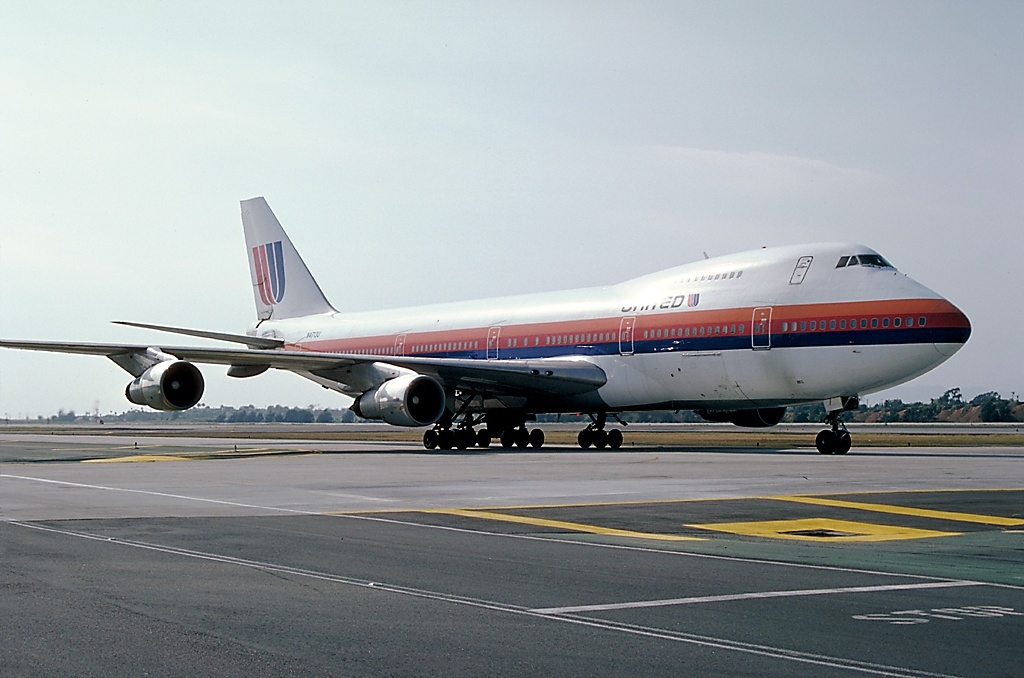
Boeing 747-122 (registrace N4713U) sedm let před nehodou na Mezinárodním letišti Los Angeles
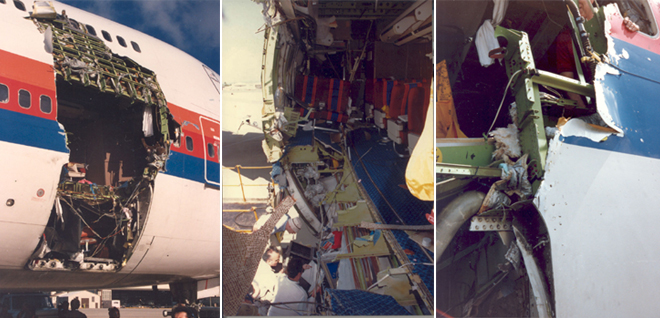
Detail poškozeného Boeingu 747
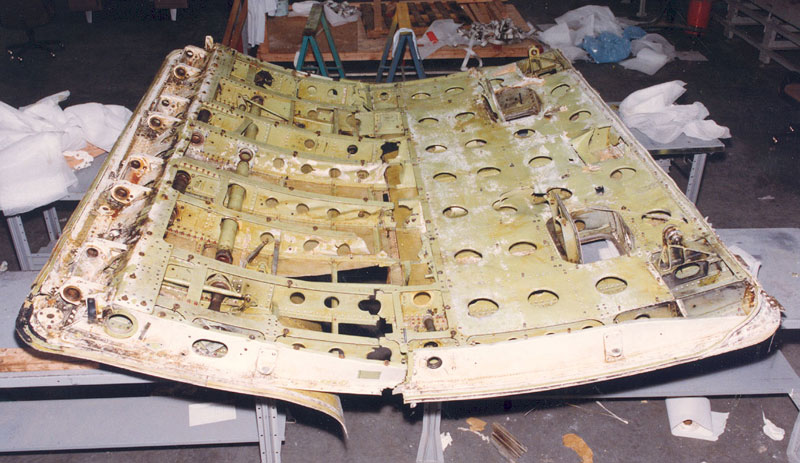
Utržené dveře nákladového prostoru
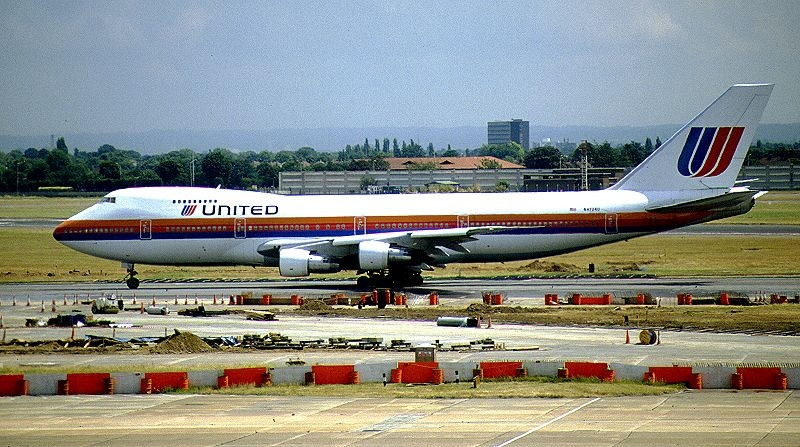
Opravený letoun Boeing 747-122 na letišti Heathrow v roce 1993. Po opravě dostal novou registraci N4724U.
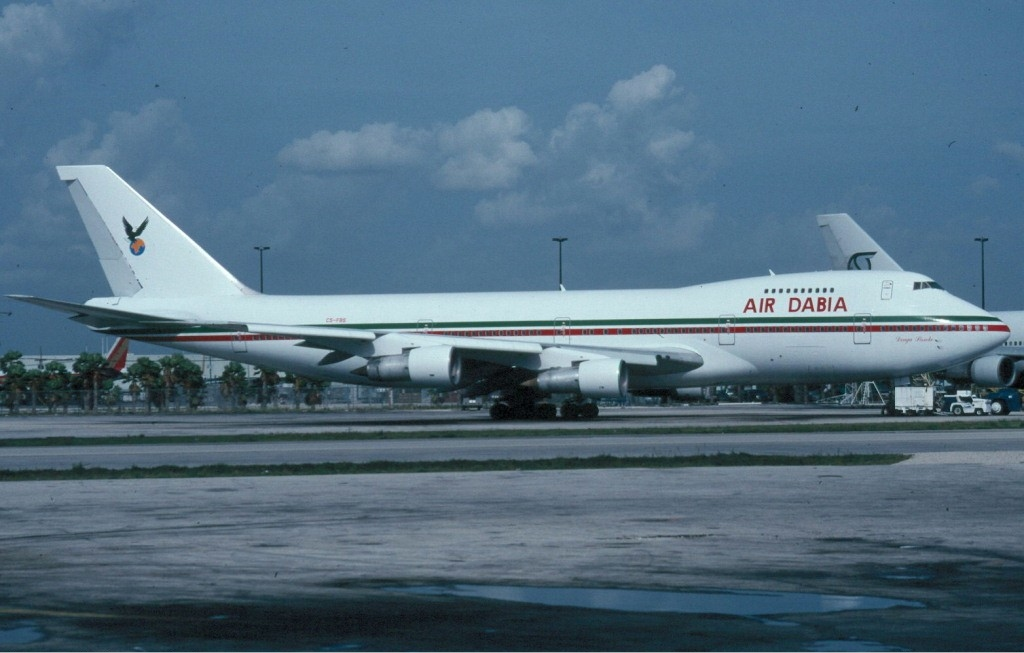
Boeing 747-122 (registrace C5-FBS, ex N4724U, ex N4713U) ve zbarvení malijských aerolinek Aid Dabia v roce 1999